# Gunung Megang (Kisam Tinggi)
Gunung Megang is een bestuurslaag in het regentschap Ogan Komering Ulu Selatan van de provincie Zuid-Sumatra, Indonesië. Gunung Megang telt 1088 inwoners (volkstelling 2010).